# Gustav Nipkow
Gustav Heinrich Nipkow (* 24. Oktober 1914; † 26. Juni 1942 in Eggiwil, heimatberechtigt in Stäfa) war ein Schweizer Apotheker, Feldhandballspieler, Eishockeyspieler, Läufer und Militärpilot, der bei einem Flugzeugabsturz ums Leben kam.

## Leben
Gustav Heinrich Nipkow wurde am 24. Oktober 1914 als Sohn des Apothekers, Naturforschers und Offiziers der Schweizer Armee Fritz Nipkow sen. und seiner Frau Hedwig (geborene Delpy) geboren. Hedwig Delpy war die erste Frau, die an der ETH Zürich promoviert wurde. Gustav Henrich wurde Apotheker und sollte den väterlichen Betrieb übernehmen. Nach seinem Tod bei dem Flugzeugabsturz am 26. Juni 1942 trat sein Bruder Fritz Nipkow jun. die Nachfolge als Leiter der Winkelried-Apotheke ein. Gustav Heinrich war sportlich aktiv und als Läufer, Handballspieler und Eishockeyspieler bekannt.

## Sport

### Handball
Nipkow spielte für den Grasshopper Club Zürich (GC) Feldhandball. Mit GC gewann er die Schweizer Meisterschaft 1933/34 und 1934/35.
Am 22. September 1935 spielte er das erste Trainingsspiel mit der «Nati» gegen Lausanne und am 29. September 1935 gegen eine basel-städtische Mannschaft.
Am 6. Oktober 1935 spielte er sein einziges Länderspiel gegen Deutschland in Bern.

### Laufen
Nipkow war ein Läufer und Schweizer Meister im 800-Meter-Lauf.
| Datum               | Veranstaltung                                      | Disziplin     | Kategorie     | Distanz (m) | Zeit    | Rang | Club                    |        |
| ------------------- | -------------------------------------------------- | ------------- | ------------- | ----------- | ------- | ---- | ----------------------- | ------ |
| 26. Apr. 1931 14:30 | X. Zürcher Waldlauf                                | Waldlauf      | C-Klasse      | ?           | 18:31,4 | 4.   | Pfadfinder Zürich       | [ 9 ]  |
| 20. Feb. 1932       | XII. Zürcher Akademisches Cross Country            | Cross Country | Mittelschulen | 4'000       | 15:45,2 | 1.   | Gymnasium Zürich        | [ 10 ] |
| 28. Feb. 1932       | III. Zürcher Querfeldeinlaufen                     | Cross Country | C-Klasse      | 3'500       | ?       | 2.   | Grasshopper Club Zürich | [ 11 ] |
| 20. März 1932       | Berner Geländelauf                                 | Geländelauf   | C-Klasse      | 3'500       | 13:26,3 | 2.   | Grasshopper Club Zürich | [ 12 ] |
| 12. Juni 1932       | Stadtzürcherische Leichtathletikmeisterschaften    | Mittelstrecke | B-Klasse      | 800         | 2:06,5  | 1.   | Grasshopper Club Zürich | [ 13 ] |
| 18. Feb. 1933       | XIII. Zürcher Akademisches Cross Country           | Cross Country | Mittelschulen | ?           | 16:20,4 | 3.   | Gymnasium Zürich        | [ 14 ] |
| 4. März 1933 15:45  | XIII. Schweizerisches Akademisches Cross Country   | Cross Country | Mittelschulen | 3'200       | 11:03,0 | 1.   | Gymnasium Zürich        | [ 15 ] |
| 16. Juli 1933       | Leichtathletik-Regionalmeisterschaften             | Mittelstrecke | 1. Klasse     | 800         | 2:01,8  | 1.   | Grasshopper Club Zürich | [ 16 ] |
| 30. Juli 1933       | Schweizer Meisterschaften der Leichtathleten       | Mittelstrecke | –             | 800         | 1:59,6  | 1.   | Grasshopper Club Zürich | [ 17 ] |
| 27. Aug. 1933       | Leichtathletik-Länderkampf Schweiz–Deutschland     | Mittelstrecke | –             | 800         | 2:00,5  | 3.   | Schweiz                 | [ 18 ] |
| 3. März 1934        | Schweizerische Akademische Waldlaufmeisterschaften | Waldlauf      | Studenten     | 6'200       | 22:05   | 1.   | ETH Zürich              | [ 19 ] |

| Datum         | Veranstaltung                         | Disziplin          | Kategorie   | Distanz (m) | Zeit | Gesamtzeit | Rang | Club                    |        |
| ------------- | ------------------------------------- | ------------------ | ----------- | ----------- | ---- | ---------- | ---- | ----------------------- | ------ |
| 31. Juli 1932 | Zürcher Trainingsmeeting              | 4 × 1'500          | –           | 1'500            | 4:20 | 17:30,2    | 1.   | Grasshopper Club Zürich | [ 20 ] |
| 31. Juli 1932 | Zürcher Trainingsmeeting              | Olympische Staffel | B-Klasse    | 800         |      |            | 2.   | Grasshopper Club Zürich | [ 20 ] |
| 21. Aug. 1932 | Schweizerische Staffelmeisterschaften | 4 × 1'500          | A-Kategorie | 1'500            |      | 17:43,5    | 2.   | Grasshopper Club Zürich | [ 21 ] |
| 28. Mai 1933  | 12. Quer durch Zürich                 | 10 × 306           | B-Klasse    | 306         |      | 6:39       | 1.   | Grasshopper Club Zürich | [ 22 ] |

### Eishockey
Nipkow spielte mindestens von der Saison 1934/35 (2. Rang Zentralgruppe) bis 1935/36 (2. Rang Zentralgruppe) für GC Eishockey. Am Spengler Cup 1934 wurde er mit GC dritter.

### Ski
Nipkow fuhr wahrscheinlich ebenfalls wettkampfmässig Ski.

## Flugzeugabsturz
| \| \|         |
| Absturzstelle |
|               |

Oberleutnant (Oblt.) Nipkow war ein Pilot in der Flieger-Kompanie 9 (Fl Kp 9) der Schweizer Armee.
Am 26. Juni 1942 wurde eine Suchübung durchgeführt, in der Nipkow in seinem Flugzeug Me 109 E, Kennzeichen J-316, als Führer in einer Zweierpatrouille (mit Fritz Brenzikofer) eine Fokker C.V suchte. Diese flog die Route Solothurn–Biel–Aarberg–Bern–Thun.
Sie starteten um 14:36 Uhr. Da keine Funkverbindung mit der Bodenstation zustande kam, flogen Nipkow und Brenzikofer zurück nach Thun. Sie flogen entlang der Emme bis in die Gegend von Schüpbach. Dort gab es tief hängende Wolken. In Schüpbach flogen sie nicht Richtung Konolfingen, sondern weiter der Emme entlang ins obere Emmental. Durch den Anstieg des Tales kamen sie immer näher an die Wolkenuntergrenze. Nipkow kehrte dann nicht um, sondern drehte nach rechts ab und flog Richtung Thun. Diese Richtung verlief direkt auf den Schallenberg zu. Jetzt wieder in den Wolken, drückte Nipkow die Maschine nach unten und blieb mit dem rechten Flügel an dem Gelände hängen. Dabei wurde das Flugzeug zertrümmert.
Brenzikofer flog etwas tiefer, erkannte das Gelände und drückte daher das Flugzeug nicht nach unten. Er stieg danach über die Wolken und konnte durch ein Wolkenloch wieder nach Thun zurückfliegen. Zwei Jahre später starb er ebenfalls bei einem Flugunfall.

### Gedenktafeln
In der Halle 1 des Flieger-Flab-Museums in Dübendorf wird Nipkow auf einer Gedenktafel erwähnt. Die Gedenktafel neben dem Militärflugplatz Meiringen verschwand nach 2005 spurlos. In dieser war neben Nipkow Brenzikofer erwähnt worden.

### Fotos der J-316 und der Unfallstelle

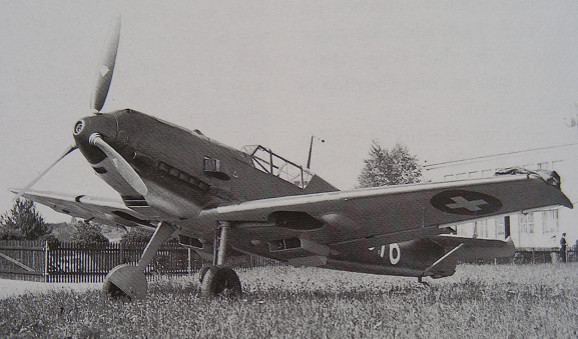
Die Messerschmitt J-316 vor dem Gebäude des Flughafens Zürich-Dübendorf
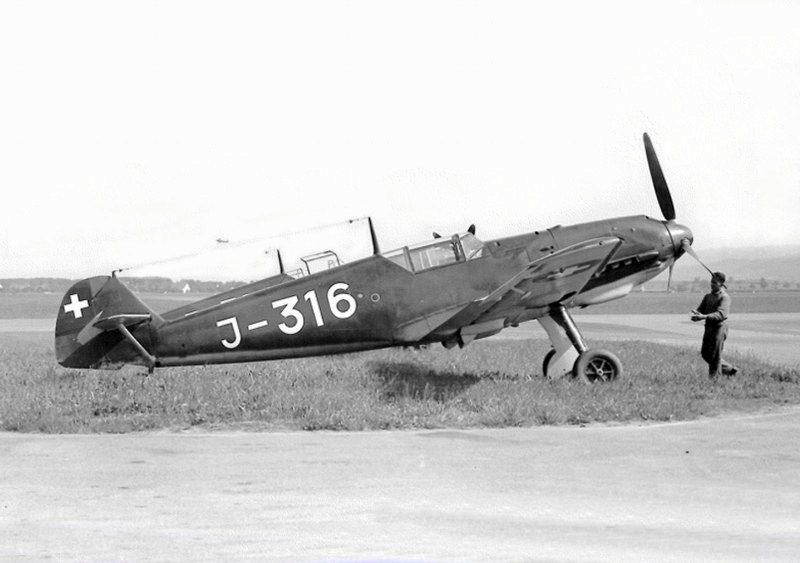
Die Messerschmitt 109 E-3, Ansicht von der rechten Seite mit den grossen Immatrikulationen
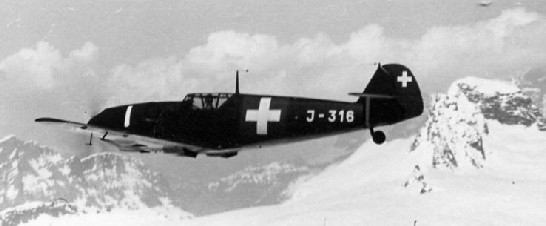
Die Messerschmitt J-316 im Flug
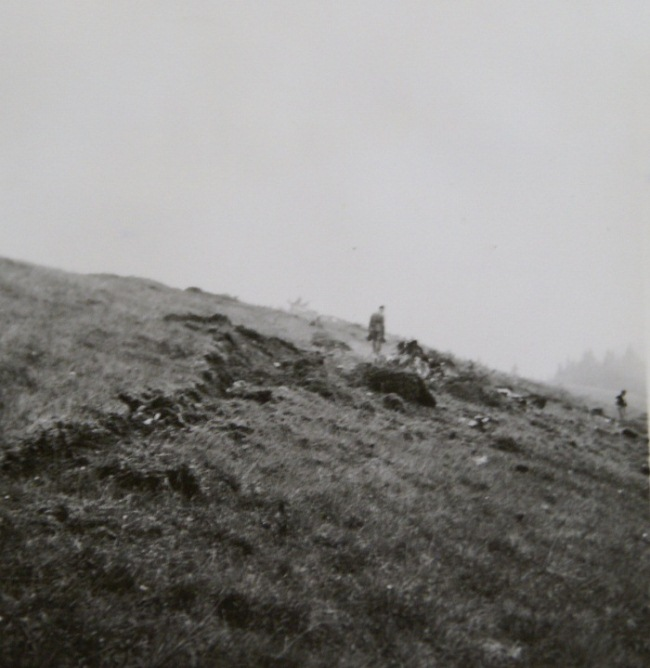
Erste Aufschlagspur des rechten Flügels
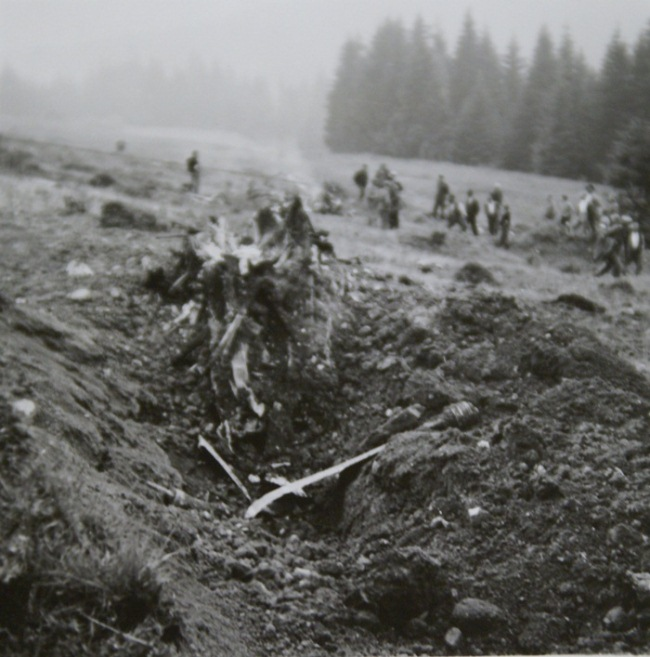
Aufschlagstelle und Lage des Motors
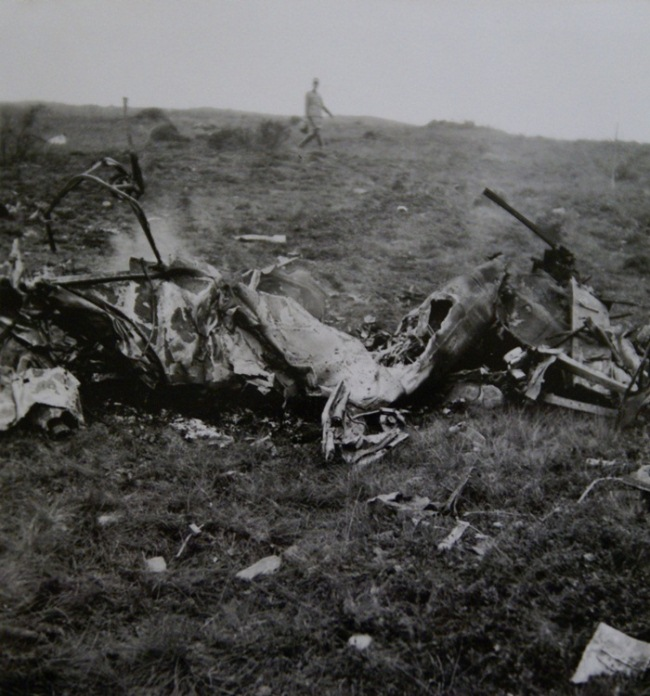
Rumpfteile, Ansicht von unten
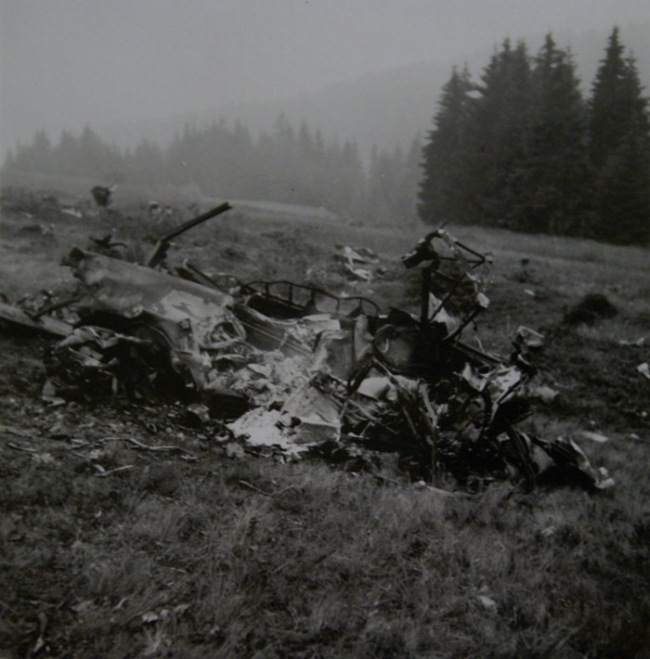
Rumpfteile, Ansicht von oben
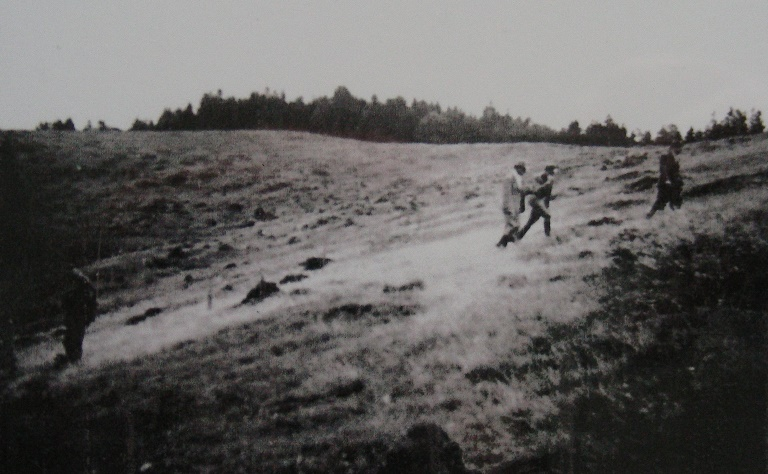
Absturzstelle